# Museu de Cultura Popular Djalma Maranhão
O Museu de Cultura Popular Djalma Maranhão está localizado no Largo Dom Bosco da Praça Augusto Severo, no bairro da Ribeira, na cidade do Natal, estado brasileiro do Rio Grande do Norte. Está instalado no prédio da antiga rodoviária de Natal que foi totalmente reformulado para abrigar o museu e foi batizado em homenagem ao político norte-riograndense Djalma Maranhão. Foi inaugurado em 22 de agosto de 2008, dia do folclore.
O museu visa preservar a cultura popular potiguar num espaço de cerca de 350 metros quadrados, onde está exposto um acervo de aproximadamente 1.500 peças, de cerca de 400 artistas populares. O visitante ainda pode acessar os "totens eletrônicos", que possibilitam conhecer em textos, fotos e vídeos um pouco da vida e obra dos artistas populares potiguares. Além disso há três grandes telões instalados em salas especiais que exibem mais de 200 horas de vídeos de forma continua. O museu também dispõe de espaço para exposições temporárias.